# Adectophylax volutus
Adectophylax volutus är en nattsländeart som beskrevs av Arturs Neboiss 1982. Adectophylax volutus ingår i släktet Adectophylax och familjen fångstnätnattsländor. Inga underarter finns listade i Catalogue of Life.